# Valdés
Valdés é um município da Espanha na província e Principado das Astúrias. Tem 353,52 km² de área e em 2019 tinha 11 504 habitantes (densidade: 32,5 hab./km²).

## Demografia
| Variação demográfica do município entre 1991 e 2004 | Variação demográfica do município entre 1991 e 2004 | Variação demográfica do município entre 1991 e 2004 | Variação demográfica do município entre 1991 e 2004 |
| --------------------------------------------------- | --------------------------------------------------- | --------------------------------------------------- | --------------------------------------------------- |
| 1991                                                | 1996                                                | 2001                                                | 2004                                                |
| 16969                                               | 16073                                               | 14789                                               | 14395                                               |